# Danh sách cuộc nội chiến
Thuật ngữ nội chiến và chiến tranh trong nước thường được sử dụng thay thế cho nhau, nhưng từ nội chiến được sử dụng nhiều hơn. Nó ám chỉ bất kỳ cuộc xung đột nào xảy ra trong cùng một quốc gia duy nhất, bất kể sự tham gia là của lực lượng dân sự hay quân sự. Vì vậy bất kỳ một cuộc chiến tranh nào xảy ra liên tiếp hoặc kéo dài giữa các phe phái trong cùng một quốc gia, đều được định nghĩa là nội chiến. Trong địa lý chính trị hiện đại từ sau năm 1945, từ nội chiến cũng được sử dụng nhưng mang ý nghĩa rộng hơn để chỉ bất kỳ cuộc xung đột quân sự có quy mô lớn trong một quốc gia. Trong nhiều trường hợp, đôi khi nó cũng bị nhầm lẫn với các thuật ngữ khác như nổi loạn, dấy loạn hay đảo chính quân sự.
Thuật ngữ Latin bellum civile (nghĩa là nội chiến) lần đầu tiên được sử dụng trong các cuộc nội chiến của người La Mã vào thế kỷ thứ 1 TCN. Thuật ngữ civilis mang một ý nghĩa rất đặc trưng là "Công dân La Mã". Từ nội chiến (civil war) trong tiếng Anh được sử dụng lần đầu tiên vào năm 1651 để ám chỉ cuộc Nội chiến Anh. Kể từ thế kỷ thứ 17, thuật ngữ này ngay lập tức tỏ ra có hiệu lực để chỉ các cuộc xung đột lịch sử khác có ít nhất một bên tuyên bố đại diện cho xã hội dân sự của nước này (chứ không phải là một triều đại phong kiến hay quyền lực của một đế quốc).

## Các cuộc nội chiến trong quá khứ

### Cổ đại và Trung cổ
Đây là danh sách bao gồm các cuộc nội chiến do các lực lượng quân sự và dân sự tham gia vào. Không tính đến những cuộc chiến tranh hay xung đột giữa các thị tộc, gia tộc, lãnh chúa hoặc triều đại, chiến tranh kế thừa, v.v... Một số cuộc chiến tranh giành quyền kế vị đôi lúc còn được mô tả là một cuộc Nội Chiến trong nền văn học hiện đại, ví dụ như cuộc Nội chiến Ottoman hoặc Nội chiến Hồi giáo.
- Các cuộc nội chiến La Mã (danh sách bao gồm một loạt các cuộc nội chiến từ thời kỳ cuối của Cộng hòa La Mã và Đế quốc La Mã, giữa năm 100 TCN và năm 400 CN)
- Loạn An Sử, 755-763
- Loạn 12 Sứ quân (Việt Nam), 944–968
- Nội chiến Na Uy, 1130–1240
- Hỗn loạn, 1135–1153 (ám chỉ đến cuộc hỗn loạn dưới triều đại của Vua Stephen của Anh)
- Nội chiến trong cuộc thập tự chinh Vương quốc Jerusalem giữa Vua Baldwin III và Nữ hoàng thái hậu Melisende (1152–1153).
- Chiến tranh Hussite (Bohemia), 1420–1434
- Đại chiến Phong kiến tại Nga, 1425–1453
- Chiến tranh Ōnin (Nhật Bản), 1467–1477
- Thời kỳ Sengoku (Nhật Bản), 1467–1615
- Khởi nghĩa nhân dân vào cuối thời Trung Cổ
- Chiến tranh Nông dân Đức, 1524–1525
- Cuộc chiến của Hai Anh Em, 1529-1532 ở Đế chế Inca

### Cận đại (1550–1800)
- Nội chiến thời Lê Trung hưng, 1533–1789[3]
  - Nội chiến Nam Bắc triều, 1533–1677
  - Trịnh Nguyễn Phân tranh, 1627–1772; 1774–1775
  - Chiến tranh Tây Sơn – Chúa Nguyễn, 1771–1785
  - Chiến tranh Tây Sơn – Chúa Trịnh, 1786–1789
- Chiến tranh Tôn giáo Pháp, 1562–1598
- Rokosz xứ Zebrzydowski, 1606–1609 ở trong Khối thịnh vượng chung Ba Lan-Lithuania
- Chiến tranh Ba Mươi Năm, 1618–1648 giữa người Tin Lành và người Công giáo La Mã ở trong Đế quốc La Mã Thần thánh
- Nổi loạn Khmelnytsky, 1648-1657
- Chiến tranh Ba Vương Quốc (Anh, Ireland, Scotland), 1639–1651 bao gồm một loạt cuộc nội chiến như:
  - Chiến tranh Liên minh Ireland[4]
  - Nội chiến Anh, 1642–1651
  - Scotland trong Chiến tranh Ba Vương Quốc, 1644–1652
    - Nội chiến Anh lần thứ nhất, 1642–1646
    - Nội chiến Anh lần thứ hai, 1648–1649
    - Nội chiến Anh lần thứ ba, 1650–1651
- Rokosz xứ Lubomirski, 1665–1666 ở trong Khối thịnh vượng chung Ba Lan-Lithuania
- Pugachev nổi dậy (Nga), 1773–1775
- Chiến tranh Vendée Pháp, 1793-1804 là cuộc chiến giữa lực lượng phe Cộng hòa và phe Bảo hoàng, một phần của cuộc Chiến tranh Cách mạng Pháp

### Hiện đại (1800–1945)
- Chiến tranh giành độc lập Nam Mỹ, 1808–1829
- Nội chiến Argentina, 1810–1880
- Nội chiến Zulu, 1817–1819
- Chiến tranh Tự Do (Nội chiến Bồ Đào Nha), 1828–1834.
- Nội chiến Chile, 1829-1830
- Chiến tranh Carlist, 1833–1839, 1846–1849, 1872–1876 tại Tây Ban Nha
- Nội chiến Uruguay, 1839-1851
- Chiến tranh Māori (New Zealand) 1845–1872
- Chiến tranh Sonderbund (Thụy Sĩ), Tháng 11, 1847
- Cách mạng 1851 (Chile)
- Thái Bình Thiên Quốc (Trung Quốc), 1851–1864
- Chảy máu Kansas, 1854–1858
- Chiến tranh Cải Cách (México) 1857–1861
- Nội chiến Mỹ, 1861–1865
- Nội chiến Đức; thường được biết đến với tên gọi Chiến tranh Áo-Phổ (1866)
- Chiến tranh Klang; còn được biết đến với tên gọi Nội chiến Selangor, 1867–1874
- Chiến tranh Boshin (Nhật Bản), 1868–1869
- Chiến tranh Tây Nam (Nhật Bản), 1877
- Nội chiến Jementah, 1879
- Nội chiến Chile, 1891
- Chiến tranh Nghìn Ngày, 1899-1902 tại Colombia
- Cách mạng Mexico, 1910-1920
- Nội chiến Nga, 1917–1921
- Nội chiến Phần Lan, 1918
- Nội chiến Ireland, 1922–1923
- Nội chiến Trung Quốc, 1928–1937, 1945–1949
- Nội chiến Áo, 12 tháng 2 đến 16 tháng 2 năm 1934
- Nội chiến Tây Ban Nha, 1936–1939
- Chiến tranh giải phóng dân tộc Nam Tư, 1941–1945

### Sau Thế Chiến II (1945 tới nay)
- Nội chiến Hy Lạp, 1946–1949
- Nội chiến Paraguay, 1947
- Nội chiến Palestine, 1947–48
- Nội chiến Costa Rica, 1948
- La Violencia, 1948–1958
- Chiến tranh Triều Tiên,1950-1953
- Nội chiến Lào, 1953-1975
- Chiến tranh Việt Nam, 1955-1975 (có ý kiến cho rằng nó là cuộc kháng chiến chống Mỹ xâm lược của Việt Nam)
- Khủng hoảng Congo, 1960-1966
- Nội chiến Bắc Yemen, 1962-1970
- Nội chiến Dominica, 1963
- Chiến tranh Rhodesia Bush, 1965–1980
- Nội chiến Síp, 1967–1974
- Nội chiến Nigeria, 1967–1970
- Rối Loạn, 1969–1998
- Nội chiến Campuchia 1970-1975
- Nội chiến Pakistan, 1971
- Nội chiến Liban, 1975–1990
- Nội chiến Mozambique, 1975–1992
- Nội chiến Afghanistan, 1989-1992
- Nội chiến Angola, 1975-2002
- Campuchia, 1978–1993, 1997–1998
- Nội chiến Nicaragua, 1979–1990
- Nội chiến Salvador (El Salvador), 1979–1991
- Nội chiến Peru, 1980–2000
- Nội chiến Sudan lần thứ hai, 1983-2005
- Nội chiến Sri Lanka, 1983–2009
- Nội chiến Liberia lần thứ nhất, 1989-1996
- Nội chiến Rwanda, 1990–1993
- Xung đột Casamance, 1990–2006
- Nội chiến Georgia, 1991-1993
- Nội chiến Sierra Leone, 1991–2002
- Nội chiến Algeri, 1991–2002
- Nội chiến Tajikistan, 1992-1997
- Nội chiến Burundi, 1993–2005
- Nội chiến Yemen, 1994
- Chiến tranh Chechnya, 1994-1996
- Nội chiến Iraq Kurdish, 1994–1997
- Chiến tranh Congo lần thứ nhất, 1996–1997
- Nội chiến Congo, 1997-1999 tại Congo-Brazzaville
- Nội chiến Nepal, 1996–2006
- Nổi loạn tại Albania 1997, 1997
- Nội chiến Congo, 1997-1999
- Nội chiến Guinea-Bissau, 1998–1999
- Chiến tranh Kosovo, 1998–1999
- Chiến tranh Congo lần thứ hai, 1998-2003
- Nội chiến Liberia lần thứ hai, 1999-2003
- Chiến tranh Chechnya lần thứ hai, 1999-2009
- Nổi loạn Albania tại Macedonia, 2001
- Nội chiến Ivoria, 2002-2007,
- Chiến tranh Darfur, 2003-2009
- Nổi loạn Haiti năm 2004, 2004
- Xung đột Fatah–Hamas (Nội chiến Palestine) lần thứ ba, 2006–2009

## Các cuộc nội chiến đang tiếp diễn
Dưới đây là các cuộc nội chiến vẫn đang tiếp diễn cho tới hiện nay (2011). Chỉ duy nhất các cuộc xung đột được định nghĩa là nội chiến mới được làm thành danh sách tại đây. Xem Danh sách các cuộc xung đột quân sự đang tiếp diễn và danh sách các phong trào hoạt động ly khai cho các danh sách với một phạm vi rộng hơn.
- Xung đột vũ trang Colombia, từ năm 1964.
- Nội chiến Afghanistan, từ năm 1992.
- Nội chiến Uganda, từ năm 1987.
- Nội chiến Somali, từ năm 1991.
- Bạo loạn Sa'dah, từ năm 2004 tại Yemen
- Nội chiến Chad, từ năm 2005, một phần của cuộc Chiến tranh Darfur.
- Nội chiến Iraq, từ năm 2007, một phần lớn của cuộc Chiến tranh Iraq, từ năm 2003.
- Nội chiến Libya, 2011.
- Nội chiến Bờ Biển Ngà 2011, 2011 tại Bờ Biển Ngà
- Nội chiến Syria, từ năm 2011.
- Nội chiến Yemen 2015, từ năm 2015.

### Số khác
- Nổi loạn tại Philippines
- Nổi loạn tại Đông Bắc Ấn Độ
- Các cuộc bạo loạn bắc Ấn Độ 2017
- Xung đột Papua
- Chiến tranh Tây Bắc Pakistan
- Nổi loạn của người Shi'ite tại Yemen
- Chiến tranh ma túy México
- Xung đột du mục Sudan